# Le Cœur fantôme
Le Cœur fantôme je francouzské filmové drama z roku 1996. Jeho režisérem byl Philippe Garrel, který rovněž spolu s Marcem Cholodenkem a Noémie Lvovsky napsal scénář. Autorem hudby k filmu je Barney Wilen, který s režisérem spolupracoval již na snímku Les baisers de secours (1989). Hlavní roli malíře Philippa ve snímku ztvárnil Luis Rego, zatímco jeho otce hrál režisérův otec Maurice Garrel. Dále ve filmu hráli Evelyne Didi, Roschdy Zem, Johanna ter Steege nebo Valeria Bruni Tedeschiová.